# Juan López de Vega
Juan López de Vega (Mondoñedo, 1601 - León, 4 de septiembre de 1659) fue un eclesiástico español.
Estudiante del colegio de la Concepción de la universidad de Salamanca y del de Santa Cruz de la universidad de Valladolid.
Fue catedrático de artes en Salamanca, canónigo magistral de la iglesia de Mondoñedo y desde 1632 de la catedral de Santiago, obispo de Tuy en 1649 y siete años después promovido a León.
| Predecesor: Diego Martínez Zarzosa | Obispo de Tuy 1649 – 1656    | Sucesor: Miguel Ferrer        |
| Predecesor: Juan del Pozo Horta    | Obispo de León 1656 – 1659 † | Sucesor: Juan Bravo Lasprilla |